# Шорский национальный парк
Шорский национальный парк — национальный парк на юге Кемеровской области.
Основан в 1989 году на основании постановления Совета Министров РСФСР от 27 декабря 1989 г. № 386 «О создании Шорского государственного природного национального парка в Кемеровской области».
Шорский национальный парк расположен на территории Таштагольского административного района. Протяжённость территории национального парка с севера на юг 110 км, с востока на запад 90 км. Администрация национального парка находится в г. Таштагол.
Почтовый адрес: 652992, Кемеровская область, г. Таштагол, ул. Макаренко, д. 16.
По данным лесоустройства 2000 г. площадь парка составляет 413843 га. В состав национального парка входит 5 лесничеств.
Входит в состав ассоциации заповедников и национальных парков Алтай-Саянского экологического региона

## Структура национального парка
| Лесничества            | Административный район | Общая площадь, га. | Почтовый адрес контор |
| ---------------------- | ---------------------- | ------------------ | --------------------- |
| 1. Усть-Анзасское      | Таштагольский          | 66004              | п. Усть-Анзас         |
| 2. Чилису-Анзасское    | Таштагольский          | 115823             | п. Усть-Кабырза       |
| 3. Верхне-Кабырзинское | Таштагольский          | 117115             | п. Усть-Кабырза       |
| 4. Чулешское           | Таштагольский          | 51631              | п. Ключевой           |
| 5. Верхне-Мрасское     | Таштагольский          | 63270              | п. Мрассу             |

## Описание территории
Природная зона: горная тайга
Рельеф: Рельеф территории национального парка представляет собой сложную, сильно расчлененную речными долинами горную систему. Средняя высота над уровнем моря 500—800 м, отдельные вершины достигают 1600—1800 м (в том числе Кубез − 1555 м и Лысуха — 1648 м).
Климат: Климат резко континентальный и суровый, что обусловлено нахождением парка почти в центре азиатского материка. Высокие хребты, огораживающие Горную Шорию с запада Салаирским кряжем, с юга — Алтайской горной системой и с востока хребтами Кузнецкого Алатау и Западных Саян, создают своеобразный климатический режим. Средняя температура января −20-22 °C, июля — +17-18 °C. В горах с высотой средние температуры резко падают. Среднегодовое количество осадков 900 мм, в горах на наветренных склонах до 1500—1800 мм. Снег держится более полугода, с октября по апрель. Глубина снегового покрова достигает 200—250 см, в понижениях среднегорий — более 400 см. Преобладают ветры южного и юго-западного направления.
Водоёмы: Территория национального парка расчленена сетью рек и ручьев. Главной водной артерией является река Мрас-Су, протекающая через основной массив парка с севера на юг и разделяющая его территорию примерно на две равные части. Водный режим — типичный для горных рек. Главными источниками питания рек и ручьев являются атмосферные осадки и грунтовые воды.
Почвы: Преобладающими типами почв являются дерново-подзолистые и, в меньшей степени, подзолистые почвы. Дерново-подзолистые почвы распространены преимущественно в нижней части таежного пояса, а подзолистые — в верхней его части. Все названные почвы вполне благоприятны для произрастания на них древесной растительности.

## Биологическое разнообразие
Число зарегистрированных видов:
- плауновидные — 4
- папортниковидные — 16
- голосеменные — 6
- покрытосеменные — 483
- рыбы — 14
- земноводные — 2
- пресмыкающиеся — 6
- птицы — 182
- млекопитающие — 62

Флора и растительность: В растительном покрове парка преобладает черневая тайга. Леса представлены горными типами сообществ. Преобладают сообщества с сосной сибирской кедровой и пихтой сибирской. Значительно реже встречается ель, сосна, берёза пушистая, осина. В возрастной структуре наиболее значительна доля средневозрастных и приспевающих насаждений. Удельный вес спелых насаждений составляет всего около одной пятой части покрытых лесом земель. Наиболее распространены крупнотравные и широкотравные типы лесных сообществ. Менее значительна доля моховых и кустарниково-разнотравных типов леса с черёмухой и рябиной в подлеске, а в травяном покрове с кочедыжником женским, орляком, борцом северным, живокостью высокой, купырём лесным. Доля остальных типов леса незначительна. В лесных массивах среднегорной части Шории сохраняется уникальная и богатая флора гор Южной Сибири. Его ботаническими достопримечательностями являются такие редкие виды растений, как кандык сибирский, башмачок крупноцветковый, башмачок настоящий, родиола розовая.
Фауна и животный мир: В териофауне национального парка много промыслово-охотничьих видов: заяц-беляк, обыкновенная белка, соболь, американская норка, колонок, выдра, росомаха, обыкновенная лисица, евразийский волк, обыкновенная рысь, европейский лось. Кроме перечисленных видов встречаются сибирский крот, азиатский бурундук, водяная полёвка, ондатра, обыкновенный хомяк, горностай, ласка, степной хорёк, азиатский барсук, европейский бурый медведь, северный олень, кабарга, сибирская косуля, алтайский марал. Среди представителей орнитофауна многие являются объектом охоты: кряква, широконоска, шилохвость, серая утка, чирок-трескунок, чирок-свистунок, красноголовый нырок, глухарь, рябчик, тетерев-косач, обыкновенный перепел, коростель, вальдшнеп, бекас, дупель, гаршнеп и др. Из редких видов птиц в парке встречаются чёрный аист, беркут, сапсан, скопа. В реках водится сибирский хариус, ленок, обыкновенный таймень.

## Туризм и отдых
Шория летом — это сплавы, пешие и конные походы, восхождения на горные вершины и спуск в пещеры. Среднегорный рельеф и наполненный фитонцидами воздух хвойных лесов благотворно влияют на организм человека, повышая его защитные функции. Туристские маршруты Горной Шории не требуют специальной подготовки и доступны всем.
Туристические маршруты национального парка:
- Мрассу — Усть- Кабырза. Водный. 110 км
- Усть-Кабырза. Водный. 70 км
- Сосновка — Таштагол. Комбинированный. 40 км
- Таштагол — Кабук. Автомобильный (летом). 90 км

Рядом с национальным парком находятся такие ценные в рекреационном отношении объекты, как центр горнолыжного спорта — гора Мустаг, «жемчужина Горной Шории» — гора Куль-Тайга с горным озером на её вершине, этнографический музей под открытым небом «Тазгол», долина реки Мрас-Су, водопады и др.

## Природно-культурное наследие
На территории Шорского национального парка находятся 25 памятников природы, из них 6 наиболее доступны и посещаемы:
- Водопад «Сага» — гидрологический памятник природы;
- «Кизасские пещеры» — геологический памятник природы;
- Пещера «Надежда» — геологический памятник природы;
- «Памятник солдату» — геологический памятник природы;
- Скала «Пьющий слон» — геологический памятник природы;
- Воклюз «Кабукский» — гидрологический памятник природы.

### История
Создан в 1989 году. 20 октября 2022 года парку присвоено имя Сергея Дмитриевича Тивякова